# O Tropeiro
O Tropeiro é um filme brasileiro de 1964, dirigido por Aécio F. Andrade e fotografia do diretor e cinematógrafo Waldemar Lima.

## Elenco
- Carlos Aquino
- Marina Batista
- Rodolfo Berkiner
- César Callen
- Mozart Cintra
- Elizabeth Imperial
- Antônio Jesus
- Martha Lamour
- José Melo
- Alfredo Murphy
- Jurema Penna
- Osaná Rocha
- Mozael Silveira

## Produção
O filme, baseado no livro Cruzada da Esperança, foi produzido por Osaná Sócrates de Araújo Almeida, irmão de Eduardo Araújo (e creditado como ator do mesmo como Osaná Rocha), sendo parcialmente financiado por Carlos Imperial. As filmagens foram realizadas em Vitória da Conquista, com 2.319m de gravações. Durante a produção do filme ocorreu o Golpe de Estado no Brasil em 1964, que acabou refletindo no lançamento do filme.

## Lançamento
Previsto para ser lançado em setembro, o filme foi um dos primeiros censurados pelo novo regime, pois na sua época de produção quase foi adquirido por Leonel Brizola (que aventou utilizá-lo para servir como propaganda da reforma agrária que seria promovida pelo presidente João Goulart). Após ser liberado, foi lançado no cinema Metro Copacabana em 22 de setembro de 1964, tendo um desempenho fraco nas bilheterias e acabou sendo retirado de cartaz com poucos dias.